# Tong sui
El tong sui (conocido también como tian tang) es una sopa china o crema dulce. Se trata de una sopa servida al final de las comidas, entendida en forma de postre y que es habitual en la culinaria cantonesa. En Hong Kong es un plato muy habitual con una gran cantidad de variantes.

## Variedades comunes
| Nombre español           | Nombre chino   | Descripción                                                                 |
| ------------------------ | -------------- | --------------------------------------------------------------------------- |
| Sopa de sésamo negro     | 芝麻糊         |                                                                             |
| Douhua                   | 豆花, 豆腐花   | Pudin de Tofu (pudín de tofu)                                               |
| Huevo tong sui           | 雞蛋糖水       | popular en Hong Kong y Sur de China                                         |
| Got fan                  | 葛粉           | sopa kudzu (sopa arrurruz)                                                  |
| Guilinggao               | 龜苓膏         | elaborado de tortuga caja rayada                                            |
| Hasma                    | 雪蛤           | Un postre elaborado con ranas y que se supone posee propiedades saludables. |
| Sopa de judía azuki      | 紅豆湯, 紅豆沙 |                                                                             |
| Sai mai lo o Sago        | 西米露         | Una sopa dulce de tapioca, coco y leche evaporada                           |
| Sopa de alubias mung     | 綠豆湯, 綠豆沙 | Elaborada con alubias mung                                                  |
| 6 sabores                | 六味           |                                                                             |
| Sopa de pasta cacahuetes | 花生糊         |                                                                             |
| Cream de huevo evaporado | 燉蛋           |                                                                             |
| Crema de leche evaporada | 燉奶           |                                                                             |
| Sopa de batata           | 番薯糖水       |                                                                             |
| Sopa de almendras        | 杏仁糊         |                                                                             |
| Sopa dulce de nueces     |                |                                                                             |